# Chan Sung
Chan Sung (čínsky pchin-jinem Hán Sōng, znaky 韩松; * 1965 Čchung-čching) je čínský novinář a spisovatel science fiction.
Narodil se v roce 1965 v Čchung-čchingu, je tedy vrstevníkem Liou Cch’-sina. S psaním povídek začal v roce 1981. Vystudoval angličtinu a žurnalistiku na Wuchanské univerzitě. Pracuje jako novinář ve státní tiskové agentuře Nová Čína. Jeho prvním úspěšným dílem byla povídka Jü-čou mu-pej („hrob vesmíru“) vydaná v tchajwanském magazínu Mirage v roce 1991. Celkem vydal deset románů a několik povídkových sbírek, za které získal několik čínských žánrových ocenění Sing-jün („Mlhovina“) a šest cen Jin-che („Galaxie“).
V porovnání s Liouovým nadějným pohledem na technologie budoucnosti je jeho dílo považováno za dystopické, temné a mysteriózní, atmosférou podobné Kafkovi. Jeho komplikovaný jazyk je plný alegorií a jeho protagonisté jsou většinou slabí rozkrývači spiknutí. Podle Kena Liua jsou jeho díla velmi politická, dají se však interpretovat jako kritika čínské civilizace nebo naopak kritika příliš rychlé modernizace, která Čínu kulturně posunula blíže k západu. Podle novin China Daily platí ta druhá interpretace a považuje se za zarytého nacionalistu. Podle vlastních slov je realita v současné Číně, o které jako novinář píše, podivnější než science fiction. V roce 2002 vydal knihu o místech, na kterých straší. Jeho díla byla přeložena do angličtiny, francouzštiny, italštiny, japonštiny, němčiny a ruštiny. V roce 2020 vyšla jeho první anglická antologie A Primer to Han Song z edice Exploring Dark Short Fiction vydavatele Dark Moon Books, v letech 2023 (první dva díly) a 2025 (poslední díl) vydal Amazon Publishing anglicky jeho dystopickou trilogii I-jüan („Nemocnice“) z let 2016–2018, satirizující byrokracii a zdravotnictví.